# Алакское восстание
Алакское восстание (каз. Алақ көтерілісі) — восстание жителей аула Кызылкесик Кызылтасского района Семипалатинской губернии в 1931 году против насильственной коллективизации. В восстание участвовали жители нынешних Аксуатского и Кокпектинского районов.
Поводом для начала восстания была конфискация имущества у авторитетных людей этого региона, в том числе Жакула Кушикова, закончившего Омскую центральную фельдшерскую школу в 1885 году и занимавшего в прошлом должность главы волости, Мукыша Куанова, также бывшего главой Богаской волости Зайсанского уезда, а также Касыма Козыбаева. Возмущение населения вызвала смерть хаджи Тырайыса от рук сотрудников ОГПУ. Восстание было жестоко подавлено. Поняв, что борьба против советского правительства безнадежна, остатки повстанцев ушли через границу в Китай.